# Arkania (groupe)
Pour les articles homonymes, voir Arkania.
Arkania est un groupe espagnol de heavy metal, originaire de Madrid.

## Histoire

### Débuts
À la suite de la dissolution du groupe Melodía, le cadizien José Luis Godoy (ex-Saurom Lamderth) et Alberto Tejera, respectivement guitariste et batteur, décident de continuer avec le groupe mais sans utiliser l'ancien nom. Ángel Santamaría (chanteur) et José Antonio Gallardo (bassiste) se joignent au projet et forment un quatuor. Après leurs premiers pas en 2004 en tant que cover band, ils décident de l'appeler Arkania et commencent à composer et à enregistrer Conquistador, leur première démo qui connaît un succès inattendu auprès du public, puisqu'en peu de temps, ils parviennent à obtenir 24 000 téléchargements sur Internet, malgré une qualité sonore médiocre.
En 2005, après plusieurs changements de line-up, le groupe est formé par José Luis Godoy à la six cordes, José Antonio à la basse, Alberto Tejera à la guitare, David Ayala (ex-Ad Astra) à la batterie et Manuel Martínez Barneto Barny aux claviers, qui donne au groupe une touche plus épique. À ce moment-là, l'un des fondateurs, Alberto Tejera (guitare, violon), quitte le groupe pour des raisons professionnelles uniquement, mais il le rejoindra plus tard en tant que violoniste pour l'enregistrement du deuxième album, puis il rejoindra définitivement les rangs du groupe. Après le départ d'Alberto et l'arrivée à sa place de Miguel Ballesteros (violon), ils sortent leur deuxième démo Lucifer, accompagnée d'un clip,  qui fait son chemin à travers l'Amérique latine et l'Europe, et ils sont interviewés dans de nombreux médias tels que des stations de radio, des magazines et des fanzines en Espagne, au Mexique et au Pérou.

### Espíritu irrompibleetEterna
Le premier album d'Arkania, Espíritu irrompible, est enregistré dans les studios M-20 de Madrid par Avispa et publié en 2007. Il s'agit d'un album avec de nouvelles touches progressives et épiques-fantastiques, composé de nouvelles chansons et de quelques chansons déjà enregistrées auparavant dans Lucifer et Conquistador. Ce travail compte aussi avec des collaborations assez remarquables comme Óscar Sancho (Lujuria) au chant dans Hijo del trueno et aux chœurs dans Alto y claro, Arístides Pérez (Vahladian) au chant dans No sé vivir sin ti et Sofía Hernández (Agnos) au chant dans Magia blanca. Pour sa tournée promotionnelle à l'album, le groupe passe par le Mexique.
En 2008, le groupe commence l'enregistrement de ce qui sera sa deuxième œuvre professionnelle, qui doit être temporairement suspendue car deux de ses membres, Miguel Ballesteros et David Ayala, quittent le groupe et sont remplacés par Alberto Tejera au violon et Jonathan Sánchez (ex-Hidden City) à la batterie, complétant ainsi la formation actuelle et concluant l'enregistrement de la deuxième œuvre du groupe. À la fin de juin 2009, le groupe termine l'enregistrement de son deuxième album, Eterna, composé de quatorze chansons. Santo Grial Records se charge de la distribution de cet album, le contrat d'enregistrement et de distribution du groupe avec Avispa ayant été résilié. Eterna sort en novembre 2009.

### Changements structurels
En mai 2011, le groupe déclare dans une interview préparer un nouvel album dans lequel il n'y aurait plus de morceaux au violon, mais une deuxième guitare, avec laquelle il espère durcir son style musical. Peu après, ils annoncent l'arrivée de Francisco Ballesteros Sánchez pour accompagner José Luis Godoy à la guitare. Ils annoncent également le départ d'Alberto Tejera (violon), dont le groupe n'explique pas la raison. Leur album, La Bestia dormida sort en novembre 2011 en tant qu'autoproduction, et est bien accueilli par la presse spécialisée locale,,. Le groupe donne plusieurs concerts cette même année, entre le 7 avril et le 15 décembre, notamment à la Sala Caracol de Madrid.
En 2015, ils sortent l'album Serena Fortaleza,. Le 23 avril 2016, Arkania donne son dernier concert à Madrid, dans la Sala Penélope, dans ce qui était une retraite de haute scène, où ils ont également enregistré un DVD qui sera plus tard mis en vente.
Après trois ans de silence, en 2019, ils annoncent leur retour et travaillent sur de nouveaux morceaux. En 2021, ils sortent le single La Casa de Papel, et un autre single, Eterna (Gold Edition) en 2022.

## Influences
Lors d'un entretien datant de 2006 avec Los Mejores Rock, le groupe se dit inspiré par des groupes tels que Nightwish, Edguy, WarCry et nombre de groupes artistes catégorisés folk et celtiques.

## Discographie
- 2004 : Conquistador (démo)
- 2005 : Lucifer (démo)
- 2007 : Espíritu irrompible
- 2009 : Eterna
- 2011 : La Bestia dormida
- 2015 : Serena Fortaleza
- 2021 : La Casa de Papel (single)